# Albert Pahimi Padacké
Albert Pahimi Padacké (15 de novembro de 1966) é um político chadiano, primeiro-ministro de seu país desde 26 de abril de 2021 até 12 de outubro de 2022.
Ocupou o cargo de primeiro-ministro do Chade anteriormente entre 13 de fevereiro de 2016 até a então abolição do cargo em 4 de maio de 2018.
Pahimi Padacké ficou em segundo lugar na eleição presidencial de 11 de abril de 2021 com 10,32% dos votos, um resultado que ficou aquém dos 79,32% dos votos obtidos por Idriss Deby, reeleito na primeira volta.